# Proterorhinus nasalis
A Proterorhinus nasalis a sugarasúszójú halak (Actinopterygii) osztályának sügéralakúak (Perciformes) rendjébe, ezen belül a gébfélék (Gobiidae) családjába és a Benthophilinae alcsaládjába tartozó faj.

## Előfordulása
A Proterorhinus nasalis eurázsiai gébféle, amely az Azovi- és a Kaszpi-tengerekben valamint a beléjük ömlő folyókban található meg. Meglehet, hogy a Kaukázus nyugati részén levő géb-állományok is ebbe a fajba tartoznak. A Volgában a víztározók miatt, sok helyen inváziós fajjá vált.

## Megjelenése
Ez a hal legfeljebb 9 centiméter hosszú. Fejhossza testének a 29-31 százalékát, míg szemátmérője fejének a 16-21 százalékát teszi ki. Egy hosszanti sorban 43-49 pikkely látható.

## Életmódja
A Proterorhinus nasalis mérsékelt övi édes- és brakkvízi hal. Fenéklakó gébféle, amely a törmelékes vagy dús vízinövényzetű aljzatot kedveli. Tápláléka fenéklakó gerinctelenekből áll.

## Szaporodása
Egy-kétévesen válik ivaréretté, és általában, csak 1-2 ívási időszakot ér meg. Az ívási időszaka április–augusztusban van; ez idő alatt a nőstény többször is ívhat. Az ikrákat egy mélyedésbe rakja, amelyeket aztán a hím őrzi és gondozza kikelésükig.